# Future TV

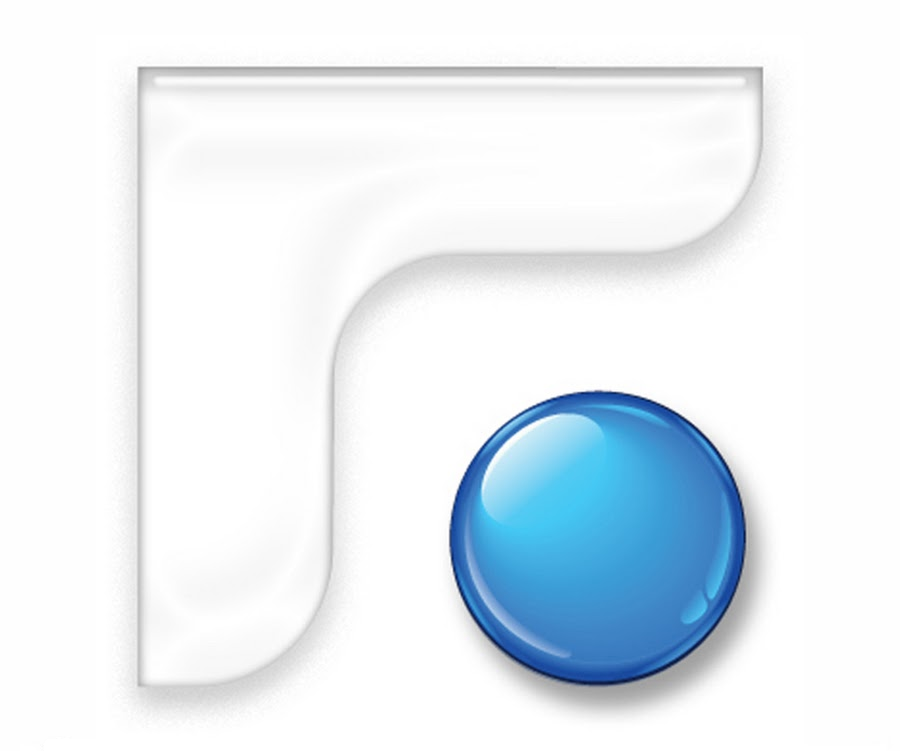
Logo (2013)

Future TV (arabisch: تلفزيون المستقبل) ist ein libanesisches privat geführtes Unternehmen, das im Jahr 1993 von Rafiq al-Hariri gegründet wurde. Der Sender ist via Satellit in Europa, den Vereinigten Staaten, Kanada und Australien empfangbar.
In weniger als einem Jahr wuchs Future International zu einem der führenden arabischen Satellitensender.
Im Jahr 1996 wurde aufgrund des neuen libanesischen audio-visuellen Gesetzes Future Television umstrukturiert. Der Sender hat nun rund 90 Aktionäre, die alle aus der libanesischen Wirtschaft, Gesellschaft und Medien-Elite stammen.